# Cristal & Moët
Cristal & Moët è un singolo del rapper russo Morgenštern, pubblicato il 28 dicembre 2020.

## Video musicale
Il video musicale è stato reso disponibile il 28 dicembre 2020, in concomitanza con l'uscita del brano.

## Tracce
Testi di Ališer Tagirovič Morgenštern, musiche di Slava Marlow.
Download digitale
1. Cristal & Moët – 2:17

Download digitale – Remix
1. Cristal & Moët (Remix) (con Soda Luv, Blago White, OG Buda e Mayot) – 3:39

## Classifiche
| Classifica (2021) | Posizione massima |
| ----------------- | ----------------- |
| Lituania          | 11                |